# Brandl (Familienname)
Brandl ist ein deutscher Familienname.

## Namensträger

### A
- Adelmunda Brandl (1906–1986), deutsche Ordensschwester
- Albert Brandl (1927–1977), deutscher Reitlehrer und Autor
- Alexander Brandl (* 1971), österreichischer Schwimmer
- Alfons Brandl (Musiker) (* 1957), deutscher Pianist, Violinist und Chorleiter
- Alfons Brandl (Politiker) (* 1966), deutscher Politiker (CSU), MdL
- Alfred Brandl (Fußballfunktionär) (1923/1924–2012), österreichischer Fußballspieler, Verbandsfunktionär und Politiker
- Alfred Brandl (Ruderer), deutscher Ruderer
- Alois Brandl (Literaturwissenschaftler) (1855–1940), österreichisch-deutscher Philologe
- Alois Brandl (Politiker) (1864–1926), österreichischer Politiker (CS)
- Andrea Lindmayr-Brandl (* 1960), österreichische Musikwissenschaftlerin
- Andreas Brandl (* 1937), deutscher Endurosportler
- Anne Brandl (* 1978), Hochschullehrerin für Architektur und Raumentwicklung

### B
- Bernd Brandl (* 1954), deutscher evangelischer Missionar, Theologe und Professor für Kirchen- und Missionsgeschichte
- Bernd Brandl (Soziologe) (* 1973), österreichischer Wirtschaftssoziologe und Hochschullehrer
- Bernhard Brandl (* 1965), deutscher Astronom

### C
- Christian Brandl (Sänger) (1748/1750–1795), deutscher Opernsänger (Tenor)
- Christian Brandl (Maler) (* 1970), deutscher Maler und Grafiker

### D
- David Brandl (* 1987), österreichischer Schwimmer

### E
- Eberhard Brandl (1916–1971), deutscher Architekt und Designer
- Emil Brandl (* 1942), deutscher Tänzer und Choreograph
- Erhard Brandl (1923–1974), tschechoslowakisch-deutscher Prospektor und Anthropologe
- Ernst Brandl (Architekt) (1894–nach 1927), österreichischer Architekt
- Ernst Brandl (Biochemiker) (1919–1997), österreichischer Biochemiker und Hochschullehrer
- Ernst Brandl (Agraringenieur) (* 1932), österreichischer Agrarwissenschaftler und Hochschullehrer für Milchhygiene/-technologie

### F
- Felix Brandl (1896–1963), deutscher Verwaltungsjurist, Landrat und Senatspräsident am Bayerischen Verwaltungsgerichtshof
- Florian Brandl (* 1979), deutscher Jazzmusiker
- Franz von Brandl (1833–1896), deutscher Architekt und Königlicher Oberbaurat
- Franz Brandl (Polizeipräsident) (1875–1953), österreichischer Jurist und Polizeipräsident
- Franz Brandl (Politiker) (1902–1990), österreichischer Politiker (ÖVP)
- Franz Brandl (Bergmann) (1926–2008), deutscher Bergmann
- Franz Brandl (Künstler)  (1928–2012), österreichischer Künstler
- Franz Brandl (Barkeeper) (* 1944), deutscher Barkeeper und Sachbuchautor
- Friedrich Brandl (* 1946), deutscher Lyriker und Schriftsteller
- Fritz Brandl (1846–1927), deutscher Theater- und Bühnentechniker

### G
- Gerhard Brandl (* 1958), österreichischer Galerist, Maler und Grafiker
- Gottfried Brandl (1905–1988), österreichischer Politiker (ÖVP)
- Günter Brandl (* 1962), deutscher Fußballtrainer
- Günther Brandl (* 1980), deutscher Schauspieler, Regisseur und Drehbuchschreiber

### H
- Hans Brandl (Politiker) (1921–2006), österreichischer Bürgermeister, Gewerkschafter (Bundesforste) und Landtagsabgeordneter Steiermark (SPÖ)
- Hans Peter Brandl-Bredenbeck (* 1959), deutscher Sportwissenschaftler, Sportpädagoge und Hochschullehrer
- Harald Brandl (* 1968), deutscher Richter am Bundesfinanzhof
- Heiko Brandl (* 1968), deutscher Kunsthistoriker
- Heinrich Brandl (1885–1951), deutscher Politiker (BVP)
- Heinz Brandl (* 1940), österreichischer Bauingenieur und Geotechniker
- Helmut Brandl (1937–2023), deutscher Forstwissenschaftler
- Herbert Brandl (1959–2025), österreichischer Maler
- Hermann Brandl (Heimatforscher)  (1874–1938), sudetendeutscher Lehrer und Heimatforscher
- Hermann Brandl (Maler) (1959–2025), Maler

### J
- Joachim Brandl (* 1976), österreichischer Kabarettist, Autor und Fernsehmoderator
- Johann Brandl (Komponist) (1835–1913), österreichischer Kapellmeister und Komponist
- Johann Brandl (Politiker, I), österreichischer Politiker, Salzburger Landtagsabgeordneter
- Johann Brandl (Politiker, II), österreichischer Politiker (SDAP), Kärntner Landtagsabgeordneter
- Johann Brandl (Widerstandskämpfer) (1892–1943), österreichischer Widerstandskämpfer
- Johann Evangelist Brandl (1760–1837), deutscher Komponist und Geiger
- John Brandl (1937–2008), US-amerikanischer Politiker und Politikwissenschaftler
- Josef Brandl (Mediziner) († 1925), deutscher Pharmakologe und Hochschullehrer
- Josef Brandl (Orgelbauer) (1865–1938), deutscher Orgelbauer
- Josef Brandl, eigentlicher Name von Hans Olden (Schauspieler) (1892–1975), österreichischer Schauspieler und Sänger
- Josef Brandl (Landrat) (1900–1974), deutscher Kommunalpolitiker (CSU)
- Josef Brandl (Jurist) (1901–1991), deutscher Jurist und Geschäftsführer des Kernforschungszentrums Karlsruhe
- Joseph Brandl (1819–nach 1871), deutscher Dirigent
- Julia Brandl (* 1973), österreichische Verwaltungswissenschaftlerin und Hochschullehrerin

### K
- Karl Brandl (1912–nach 1948), österreichischer Hockeyspieler

### L
- Leopold Brandl (1877–1944), österreichischer Anglist und Germanist
- Levi Brandl  (* 2008), deutscher Schauspieler
- Lorena Brandl (* 1997), deutsche Taekwondoin
- Lorenz Brandl (1882–1955), deutscher Kommunalpolitiker
- Ludwig Brandl (1874–1951), österreichischer Strombautechniker
- Lukas Brandl (* 1994), deutscher Schauspieler

### M
- Manfred Brandl (1942–2014), österreichischer katholischer Geistlicher und Historiker
- Mark Staff Brandl (* 1955), Künstler und Kunsthistoriker
- Markus Brandl (* 1975), deutscher Schauspieler
- Martin Brandl (* 1981), deutscher Landespolitiker (Rheinland-Pfalz, CDU)
- Martina Brandl (* 1966), deutsche Kabarettistin und Sängerin
- Matthias Brandl (* 1978), deutscher Mathematiker und Hochschullehrer für Didaktik der Mathematik
- Max Brandl (Politiker, 1935) (1935–2016), deutscher Politiker (SPD), MdL Bayern 1986 bis 1990
- Max Brandl (Politiker, 1938) (* 1938), deutscher Politiker (SPD), MdL Bayern 1982 bis 2003
- Maximilian Brandl (Eishockeyspieler) (* 1988), deutscher Eishockeyspieler
- Maximilian Brandl (Radsportler) (* 1997), deutscher Mountainbiker und Deutscher Meister im Cross Country
- Michael Brandl (1854–1928), österreichischer Landwirt und Politiker (Deutsche Agrarpartei)

### N
- Nadine Brandl (* 1990), österreichische Synchronschwimmerin

### O
- Otto Brandl (1896–1947), deutscher Ingenieur und Geheimdienstler, siehe Hermann Brandl (Geheimdienstler)

### P
- Paul Brandl (* 1954), österreichischer Wirtschaftspädagoge und Hochschullehrer
- Peter Brandl (Fußballspieler) (* 1988), österreichischer Fußballspieler
- Peter Johann Brandl (1668–1735), böhmischer Maler

### R
- Reinhard Brandl (* 1977), deutscher Politiker (CSU)
- Richard Brandl (* 1942), deutscher Musiker, Sänger und Komponist
- Roland Brandl (* 1956), deutscher Biologe und Ökologe
- Rolf Brandl (* vor 1956), deutscher Mathematiker und Hochschullehrer
- Rudolf Brandl (Journalist) (1884–1957), deutscher Journalist, Übersetzer, Archivleiter und Bibliothekar
- Rudolf Maria Brandl (1943–2018), österreichischer Komponist und Musikwissenschaftler

### S
- Sabine Brandl (* 1977), deutsche Schriftstellerin
- Steffi Brandl (Stephanie Brandl; 1897–1966), österreichische Fotografin
- Stephan Brandl (* 1970), deutscher Koch

### T
- Therese Brandl (1909–1948), deutsche KZ-Aufseherin
- Thomas Brandl (Eishockeyspieler, 1969) (* 1969), deutscher Eishockeyspieler
- Thomas Brandl (Eishockeyspieler, 1991) (* 1991), deutscher Eishockeyspieler
- Tino Brandl (* 1959), deutscher Eishockeyspieler

### U
- Uwe Brandl (* 1959), deutscher Politiker (CSU) und Präsident des Bayerischen Gemeindetages

### V
- Vincenc Brandl (1834–1901), mährischer Historiker

### W
- Walter Brandl (1906–1983), österreichischer Geologe
- Wilhelm Brandl (1889–1958), deutscher Musikschriftsteller
- Wolfgang Brandl (* 1986), deutscher Radsportler